# Hessische Landesbahn
Die Hessische Landesbahn GmbH (HLB) ist ein deutsches regionales Verkehrsunternehmen im Eigentum des Landes Hessen mit Sitz in Frankfurt am Main. Über ihre Töchter und Beteiligungsgesellschaften führt sie Personennahverkehr mit Bus und Bahn in Hessen und über die Landesgrenzen hinaus sowie im geringeren Maße Schienengüterverkehr durch.

## Leitung
Die Geschäftsführung der Hessischen Landesbahn wird von Veit Salzmann wahrgenommen. Im Aufsichtsrat werden die Landkreise und das Land Hessen durch vier Personen vertreten, des Weiteren haben die Arbeitnehmer ebenfalls vier Sitze.

## Struktur und Beteiligungen

### Struktur, Eigentümer
Die Hessische Landesbahn GmbH funktioniert als Holding für drei Tochtergesellschaften:
- HLB Basis AG
- HLB Hessenbahn GmbH
- HLB Hessenbus GmbH

Die HLB Basis AG stellt den Verkehrsgesellschaften Ressourcen zur Verfügung. Sie ist Eisenbahninfrastrukturunternehmen (EIU), Eigentümer der meisten HLB-Fahrzeuge und betreibt die Fahrzeugwerkstätten der HLB. An ihr hält die HLB knapp 85 % der Aktien, die restlichen Anteile befinden sich überwiegend in kommunalem Besitz.
HLB Hessenbahn GmbH erbringt die Verkehrsleistungen auf der Schiene, die HLB Hessenbus GmbH erbringt Verkehrsleistungen im Busverkehr. Beide beteiligen sich mit eigenen Angeboten an Ausschreibungen für Verkehrsleistungen. Sie sind 100-prozentige Tochtergesellschaften der HLB.
Seit dem 11. Dezember 2016 erbringt die HLB Hessenbus GmbH die Leistungen des Bus- und Anrufsammeltaxi-Verkehrs nach einem Konzept des Verkehrsverbandes Hochtaunus (VHT), nachdem die HLB Hessenbus GmbH hierfür den Zuschlag in einer europaweiten Ausschreibung erhalten hat.
Zum Fahrplanwechsel am 10. Dezember 2023 verlor die HLB Hessenbus GmbH die Ausschreibung der Verkehrsgesellschaft Oberhessen (VGO) für das Linienbündel Butzbach (Linien FB-50 bis 58) an die ESE Verkehrsgesellschaft mbH aus Staufenberg.

### Beteiligungen

Logo HLB Bahn

Die HLB Basis AG ist zusammen mit der Kasseler Verkehrs-Gesellschaft AG (KVG) zu je 50 % an der Regionalbahn Kassel GmbH (RBK) beteiligt. Die RBK erbringt auf der Lossetalbahn kombinierten Eisenbahn- und Tramverkehr sowie Straßenbahnleistungen in Kassel und fungiert als Eisenbahninfrastrukturunternehmen für die Lossetalbahn (oder einem Teil davon).
Die HLB besitzt zusammen mit der Kasseler Verkehrs-Gesellschaft AG jeweils zur Hälfte Anteile an der RegioTram Gesellschaft. Das Unternehmen löste im Dezember 2013 die RegioTram Betriebsgesellschaft ab, an der die Deutsche Bahn AG und die Regionalbahn Kassel GmbH beteiligt waren. Das Unternehmen betreibt die RegioTram Kassel mit Fahrzeugen, die auf den Straßenbahnstrecken der Stadt Kassel als Straßenbahn (nach BOStrab) und auf den Eisenbahnstrecken außerhalb Kassels als Eisenbahn (nach EBO) fahren.
Durch die Bildung der HLB Basis AG kam auch das damalige Gemeinschaftsunternehmen der Butzbach-Licher Eisenbahn AG mit der Autobus Sippel aus Hofheim (zu Netinera gehörend) und die Firma Autobus Dreischmeier GmbH (ABD) in Lich (50 %) zur HLB Basis.
Durch andere Beteiligungsgesellschaften betreibt die HLB Schienenpersonennahverkehr über die hessischen Grenzen in zwei der fünf benachbarten Bundesländer:
- nach Niedersachsen und Thüringen zusammen mit BeNEX, der Expansionsgesellschaft der Hamburger Hochbahn, in der cantus Verkehrsgesellschaft mbH (HLB 50 %),
- nach Thüringen zusammen mit der Erfurter Bahn GmbH (EB) in der Süd-Thüringen-Bahn GmbH (HLB 50 %).

In der Vergangenheit war das Unternehmen zu 74,9 % an der vectus Verkehrsgesellschaft und zu 33 % an der HellertalBahn GmbH beteiligt. Nach der gewonnenen Ausschreibung des Eifel-Westerwald-Sieg-Netzes betreibt die HLB die Verkehrsleistungen der Beteiligungsunternehmen nun selber und die Geschäftsaktivitäten der Beteiligungsgesellschaften wurden eingestellt.

## Geschichte
Das Unternehmen wurde 1955 als gemeinsame Dachgesellschaft von mehreren nicht-bundeseigenen Eisenbahnen in Hessen gegründet, die zuvor als eigenständige Eisenbahnunternehmen jeweils eigene Schieneninfrastruktur sowie Fahrbetrieb unterhielten.
Im Zuge der Trennung von Infrastruktur und Betrieb ging der Betrieb der Eisenbahnen und Buslinien der Tochterunternehmen auf die am 8. Dezember 2004 gegründeten Gesellschaften HLB Hessenbahn GmbH und HLB Hessenbus GmbH über.
Am 20. September 2005 fusionierten – auf Beschluss der Hauptversammlungen dieser drei Verkehrsgesellschaften vom 27. Juli 2005 – die drei Tochterunternehmen Frankfurt-Königsteiner Eisenbahn AG (FKE), Butzbach-Licher Eisenbahn AG (BLE) und Kassel-Naumburger Eisenbahn AG (KNE) rückwirkend zum 1. Januar 2005 zur Frankfurt-Königsteiner Eisenbahn AG. Sie firmieren seither als gemeinsamer Infrastrukturbetreiber. Die Gesellschaften Butzbach-Licher Eisenbahn AG und Kassel-Naumburger Eisenbahn AG wurden aus dem Handelsregister gelöscht. Die Hersfelder Eisenbahn GmbH (HEG), deren Eisenbahnverkehr inzwischen eingestellt wurde, ist von dieser Fusion nicht berührt.
Am 8. März 2006 wurde die Frankfurt-Königsteiner Eisenbahn AG in HLB Basis AG umbenannt.

## Verkehrsleistungen

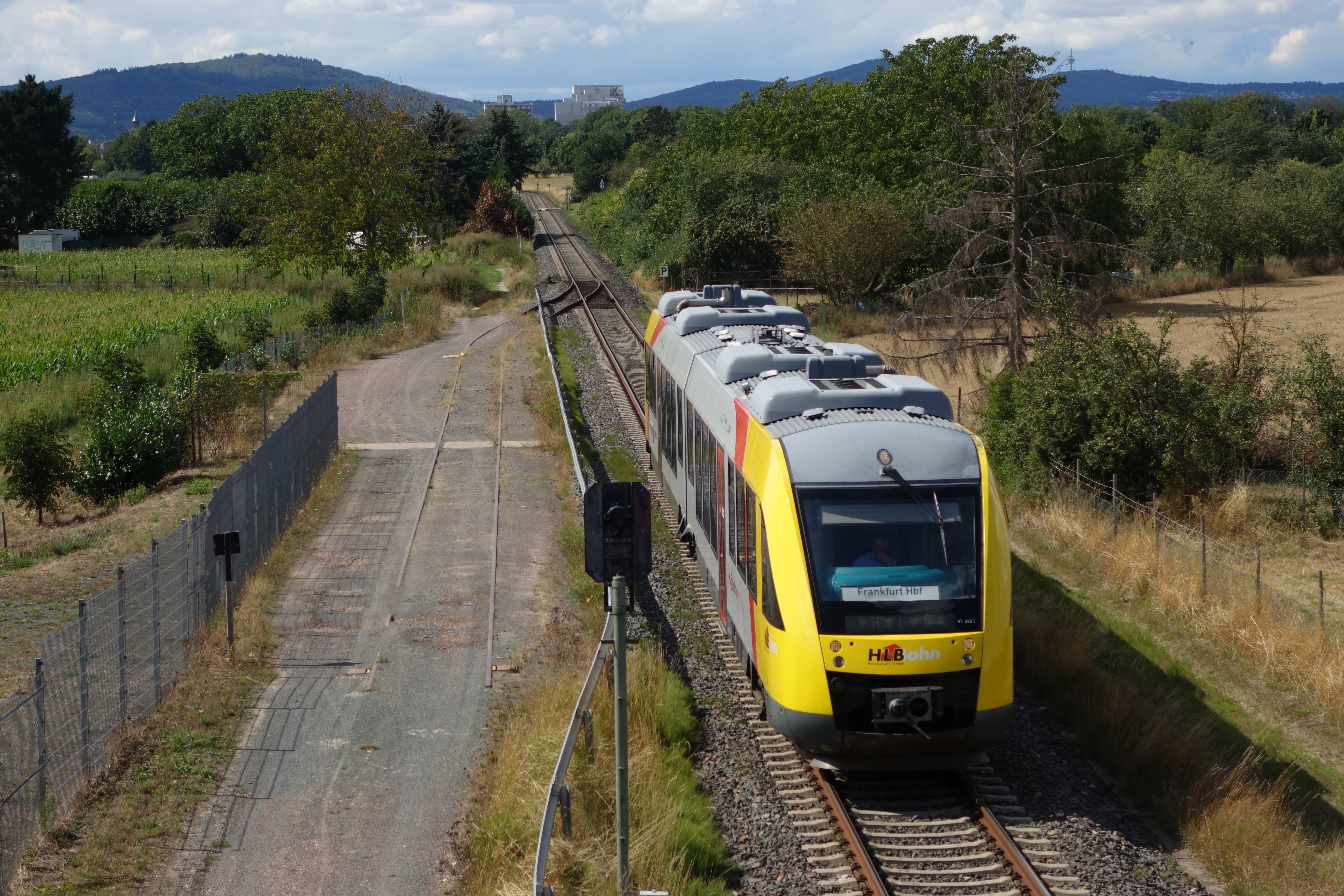
LINT 41-Triebwagen auf der Königsteiner Bahn zwischen Ober- und Unterliederbach. Daneben ein Verladegleis, 2004 errichtet für die einmaligen Transporte von Großtransformatoren.

Die Tochterunternehmen der Hessischen Landesbahn erbringen auf den 237,5 Streckenkilometern 3,8 Millionen Fahrkilometer und auf den 1013 km Buslinien 10,34 Millionen Fahrkilometer.
Die Königsteiner Bahn von Frankfurt-Höchst nach Königstein der früheren Frankfurt-Königsteiner Eisenbahn (FKE) war als Linie K auch in den Frankfurter Verkehrsverbund (FVV) integriert.
In den 1990er Jahren übernahmen die HLB-Töchter den Betrieb einer Reihe von Regionalverkehrslinien der Deutschen Bahn in Nord- und Mittelhessen. Ab dem 11. Dezember 2005 fuhren HLB-Triebwagen auch auf der Bahnstrecke Kahl–Schöllkrippen im bayerischen Spessart. Neben Eisenbahnen werden auch Omnibus- und Straßenbahnlinien bedient.
Seit Dezember 2010 fährt die HLB auch auf der Hauptstrecke Frankfurt–Gießen–Siegen/Marburg (RMV-Linien 30/40). Im Dezember 2011 wurde der Betrieb auf den RMV-Linien 25, 35 und 52 zwischen Limburg, Gießen, Alsfeld, Fulda und Gersfeld aufgenommen. Die Linien 25 und 35 wurden mit dem Fahrplanwechsel im Dezember 2016 zu einer Linie RB 45 zusammengefasst.
Im Dezember 2014 hat die HLB für 15 Jahre die Verkehrsleistungen auf dem Los 2 des Dieselnetzes Eifel-Westerwald-Sieg übernommen. Der Betriebsaufnahmetermin von August 2015 wurde kurzfristig auf Dezember 2014 vorgezogen. Für den Zwischenzeitraum wurde ein Übergangsvertrag ausgehandelt, so dass die HLB bereits im Dezember 2014 die Verkehrsleistungen übernahm. Im Übergangszeitraum hat die HLB Fahrzeuge von anderen Verkehrsunternehmen angemietet. Die geplanten Angebotsverbesserungen wurden erst im Dezember 2015 umgesetzt, bis dahin blieb das alte Verkehrsangebot erhalten.
Im Dezember 2015 gingen die bisherigen HLB-Leistungen auf den Linien RE 30 und R 9 in einer neuen durchgehenden Linie RE 98 auf. Es wird nun im Zwei-Stunden-Takt zwischen Frankfurt und Kassel gefahren. Wie bisher auch, verkehren die Züge im RMV-Gebiet gemeinsam im Stundentakt mit den Zügen der Deutschen Bahn (RE 30). Ab Kirchhain werden dann jedoch alle Stationen bis Kassel Hbf bedient. Die Zugteilung/-vereinigung mit den Siegener Zugteilen (RE 99) in Gießen ist erhalten geblieben.
Zum Fahrplanwechsel im Dezember 2018 übernahm die HLB offiziell die Leistungen im Netz Südhessen-Untermain (SHU) von DB Regio. Der Wechsel wurde fließend gestaltet. Für die Wartung der Triebwagen vom Typ Alstom Coradia Continental wurde eine neue, vierständige Werkstatt in Wiesbaden angemietet.
Wie der RMV im Mai 2021 mitteilte, wird die Hessische Landesbahn ab Dezember 2023 die Leistungen des Mittelhessen-Express (RB 37, RB 40, RB 41, RB 49) von der DB Regio übernehmen. Dafür bestellt die HLB 32 Fahrzeuge des Typs Alstom Coradia Continental.

## Tarife
Die Hessische Landesbahn GmbH ist Mitglied im Tarifverband der Bundeseigenen und Nichtbundeseigenen Eisenbahnen in Deutschland. Fahrscheine der Deutschen Bahn gelten dementsprechend auch in den Zügen der HLB.
Auf den hessischen Strecken werden die Tarife des RMV bzw. des NVV angewandt. Im Nachbarland Rheinland-Pfalz gelten die Tarife des Verkehrsverbundes Rhein-Mosel (VRM) sowie des Rhein-Nahe-Nahverkehrsverbundes (RNN), auf den Strecken in Nordrhein-Westfalen die des Westfalentarifs.
An den Stationen der beiden Strecken Königsteiner Bahn und Taunusbahn, deren Infrastrukturbetreiber die HLB ist, unterhält sie eigene Fahrkartenautomaten. Auf den übrigen Stationen stehen Fahrscheinautomaten der DB Vertrieb und Transdev zur Verfügung. Für Reisende, welche an Bahnhöfen und Haltepunkten entlang der Bahnlinien RB 29 (Unterwesterwaldbahn), RB 90 (Westerwald-Sieg-Bahn), RB 91 (Ruhr-Sieg-Bahn), RB 92 (Biggesee-Express), RB 93 (Rothaarbahn), RB 95 (Sieg-Dill-Bahn) und RB 96 (Hellertalbahn) zusteigen, an welchen nicht alle Stationen über stationäre Fahrscheinautomaten und Entwerter für Vorverkaufsfahrscheine des Verkehrsverbundes Rhein-Sieg (VRS) und des Westfalentarifs verfügen, befinden sich Fahrausweisautomaten und Entwerter in den Fahrzeugen.
Im jeweiligen Bundesland sowie teilweise über die Landesgrenzen hinaus gelten zudem die jeweiligen Ländertickets. Im Übergangsverkehr gilt beispielsweise das Rheinland-Pfalz-Ticket bis nach Limburg an der Lahn, Au (Sieg) und nach Siegen sowie das Nordrhein-Westfalen-Ticket auf den Schienenstrecken im rheinland-pfälzischen Landkreis Altenkirchen (Westerwald). Das Quer-durchs-Land-Ticket sowie das Deutschlandticket sind zudem in allen Zügen der Hessischen Landesbahn gültig.

## Liniennetz

### Aktuelle Linien
Die folgenden Linien werden – mit der Nummerierung des RMV und gegebenenfalls mit der Nummerierung eines Nachbarverbundes – von der Hessischen Landesbahn betrieben:
| Linie | befahrene Strecken                                                                     | Linienweg | Vertragslaufzeit                                                                                    | Fahrzeuge im Regelbetrieb         |
| ----- | -------------------------------------------------------------------------------------- | --- | --------------------------------------------------------------------------------------------------- | --------------------------------- |
| RE 9  | Taunus-Eisenbahn, Rechte Rheinstrecke                                                  | Frankfurt Hbf – Frankfurt-Höchst – Mainz-Kastel – Wiesbaden-Biebrich – Eltville                                                         | Dez. 2019 – Dez. 2025                                                                               | Alstom Coradia Continental        |
| RB 21 | Main-Lahn-Bahn, Ländchesbahn                                                           | Limburg (Lahn) – Bad Camberg – Idstein – Niedernhausen – Wiesbaden Hbf                                                                  | Dez. 2014 – Dez. 2032                                                                               | LINT 41                           |
| RE 24 | Lahntalbahn, Dillstrecke                                                               | Gießen – Wetzlar – Weilburg – Limburg (Lahn)                                                                                            | Dez. 2021 – Dez. 2038                                                                               | LINT                              |
| RB 29 | Unterwesterwaldbahn                                                                    | Limburg (Lahn) – Staffel – Montabaur – Siershahn                                                                                        | Dez. 2014 – Dez. 2030                                                                               | LINT                              |
| RE 34 | Ruhr-Sieg-Strecke                                                                      | Siegen – Finnentrop – Iserlohn-Letmathe ( – Dortmund) (drei Zugpaare)                                                                   | Dez. 2022 – Dez. 2026                                                                               | Coradia Continental (1440)        |
| RB 37 | Main-Weser-Bahn                                                                        | Frankfurt (Main) Hbf – Friedberg – Gießen (– Marburg – Kirchhain)                                                                       | Dez. 2024 – Dez. 2038                                                                               | Coradia Continental (1440)        |
| RB 40 | Dillstrecke                                                                            | Frankfurt (Main) Hbf – Friedberg – Gießen – Wetzlar – Herborn – Dillenburg                                                              | Dez. 2023 – Dez. 2038                                                                               | Coradia Continental (1440)        |
| RB 41 | Main-Weser-Bahn                                                                        | Frankfurt (Main) Hbf – Friedberg – Gießen – Marburg – Kirchhain – Schwalmstadt-Treysa                                                   | Dez. 2023 – Dez. 2038                                                                               | Coradia Continental (1440)        |
| RB 45 | Lahntalbahn, Vogelsbergbahn                                                            | Limburg (Lahn) – Weilburg – Wetzlar – Gießen – Grünberg – Mücke (Hess) – Alsfeld – Lauterbach Nord – Fulda                              | 11.12.2011 – Dez. 2038                                                                              | LINT                              |
| RB 46 | Lahn-Kinzig-Bahn                                                                       | Gießen – Lich – Hungen – Nidda – Glauburg-Stockheim – Büdingen – Gelnhausen                                                             | Jan. 2001 – Dez. 2032                                                                               | LINT                              |
| RB 47 | Bahnstrecke Friedberg–Mücke                                                            | Friedberg (Hess) – Beienheim – Wölfersheim-Södel                                                                                        | 30.05.1999 – Dez. 2032                                                                              | LINT 41                           |
| RB 48 | Bahnstrecke Beienheim–Schotten, Main-Weser-Bahn                                        | (Frankfurt (Main) Hbf –) Friedberg (Hess) – Beienheim – Reichelsheim – Echzell – Nidda (einmal Mo–Fr von Frankfurt)                     | 30.05.1999 – Dez. 2032                                                                              | LINT 41                           |
| RB 49 | Bahnstrecke Friedberg–Hanau, Main-Weser-Bahn                                           | Hanau Hbf – Nidderau – Friedberg (Hess) – Gießen                                                                                        | Dez. 2023 – Dez. 2038                                                                               | Coradia Continental (1440)        |
| RB 52 | Rhönbahn                                                                               | Fulda – Lütter – Gersfeld (Rhön) | 11.12.2011 – Dez. 2038                                                                              | LINT                              |
| RB 58 | Frankfurt-Hanauer Eisenbahn, Main-Spessart-Bahn                                        | Frankfurt (Main) Hbf/Rüsselsheim Opelwerk – Maintal – Hanau Hbf – Großkrotzenburg – Kahl am Main – Aschaffenburg Hbf                    | Dez. 2018 – Dez. 2033                                                                               | Coradia Continental (1440)        |
| RE 59 | Flughafenschleife Frankfurt, Mainbahn, Frankfurt-Hanauer Eisenbahn, Main-Spessart-Bahn | Frankfurt (Main) Flughafen Regionalbf – Frankfurt (Main) Süd – Maintal – Hanau Hbf – Großkrotzenburg – Kahl am Main – Aschaffenburg Hbf | Dez. 2018 – Dez. 2033                                                                               | Coradia Continental (1440)        |
| RB 75 | Rhein-Main-Bahn                                                                        | Wiesbaden Hbf – Mainz Hbf – Groß-Gerau – Darmstadt Hbf – Dieburg – Babenhausen – Aschaffenburg Hbf                                      | Dez. 2018 – Dez. 2033                                                                               | Coradia Continental (1440)        |
| RB 90 | Westerwald-Sieg-Bahn                                                                   | Limburg (Lahn) – Hadamar - Westerburg – Altenkirchen – Au (Sieg) – Betzdorf (Sieg) – Siegen Hbf (zwei Zugpaare von/bis Kreuztal)        | Dez. 2014 – Dez. 2030                                                                               | LINT, 629                         |
| RB 91 | Ruhr-Sieg-Bahn                                                                         | (Iserlohn-Letmathe –) Finnentrop – Kreuztal – Siegen Hbf (einzelne Züge)                                                                | Dez. 2014 – Dez. 2030                                                                               | LINT                              |
| RB 92 | Biggesee-Express                                                                       | Finnentrop – Attendorn – Olpe | Dez. 2014 – Dez. 2030                                                                               | LINT                              |
| RB 93 | Rothaarbahn                                                                            | Betzdorf – Siegen Hbf – Erndtebrück – Bad Berleburg (morgens 2× von Au (Sieg))                                                          | Dez. 2014 – Dez. 2030                                                                               | LINT                              |
| RB 95 | Sieg-Dill-Bahn                                                                         | Dillenburg – Haiger – Siegen Hbf | Dez. 2014 – Dez. 2030                                                                               | LINT, Coradia Continental (1440)  |
| RB 96 | Hellertalbahn                                                                          | Betzdorf – Herdorf - Neunkirchen (Kr Siegen) - Haiger - Dillenburg                                                                      | Dez. 2015 – Dez. 2030                                                                               | LINT                              |
| RE 98 | Main-Weser-Bahn                                                                        | Frankfurt (Main) Hbf – Gießen – Marburg (Lahn) – Stadtallendorf – Schwalmstadt-Treysa – Wabern – Kassel Hbf                             | 13.12.2015 – 11.12.2038 Bedienung bereits seit 2010 im Abschnitt Frankfurt–Marburg(–Stadtallendorf) | FLIRT                             |
| RE 99 | Main-Sieg-Express: Main-Weser-Bahn, Dillstrecke                                        | Frankfurt (Main) Hbf – Gießen – Wetzlar – Dillenburg – Siegen Hbf                                                                       | 12.12.2010 – 11.12.2038                                                                             | FLIRT, Coradia Continental (1440) |

### Zukünftige Linien
Diese Linien wird die HLB in Zukunft betreiben:
| Linie | Streckenname | Linienweg        | Vertragslaufzeit |
| ----- | ------------ | ---------------- | ---------------- |
| RE 44 |              | Gießen – Alsfeld | unbestimmt       |

### Ehemalige Linien
Diese Linien wurden von der HLB betreiben:
| Linie | Streckenname                          | Verlauf                                                                   | Vertragslaufzeit                                                        |
| ----- | ------------------------------------- | ------------------------------------------------------------------------- | ----------------------------------------------------------------------- |
| RB 11 | Sodener Bahn                          | Frankfurt-Höchst – Bad Soden am Taunus                                    | 01.01.2003 – 01.04.2023 (bereits seit 1997)                             |
| RB 12 | Königsteiner Bahn                     | Frankfurt (Main) Hbf – Frankfurt-Höchst – Kelkheim – Königstein im Taunus | 01.01.2003 – 11.12.2022 (Stammlinie, bis 1995 bereits in Eigenleistung) |
| RB 15 | Bahnstrecke Friedrichsdorf–Albshausen | Bad Homburg – Friedrichsdorf – Usingen – Grävenwiesbach – Brandoberndorf  | 01.01.2003 – 11.12.2022 (durch VHT bereits seit 1993)                   |
| RB 16 | Bahnstrecke Friedrichsdorf–Friedberg  | Friedrichsdorf – Rosbach v d Höhe – Friedberg (Hess)                      | 24.05.1998 – 01.04.2023                                                 |
| RB 56 | Bahnstrecke Kahl–Schöllkrippen        | Hanau Hbf – Kahl (Main) – Alzenau – Schöllkrippen                         | 11.12.2005 – 12.12.2015                                                 |

## Fahrzeuge

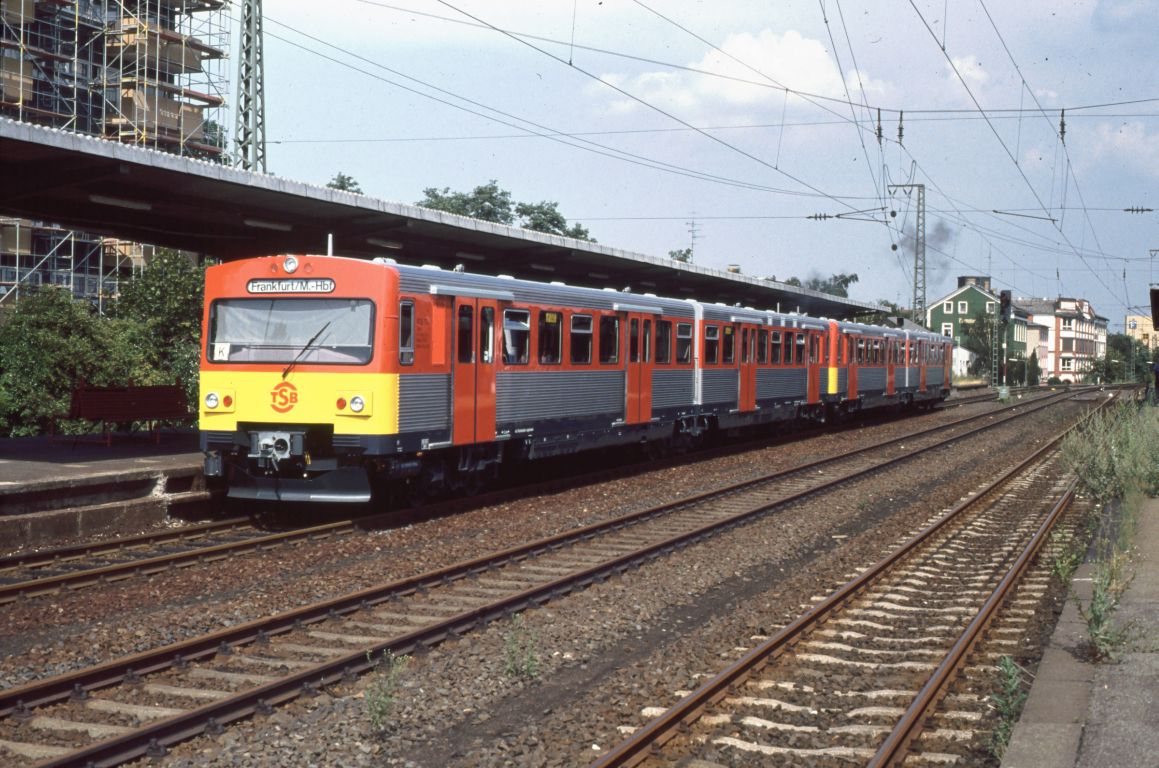
Mit dem LHB VT 2E begann 1987 die Modernisierung der FKE durch die HLB, hier im Bahnhof Frankfurt-Höchst
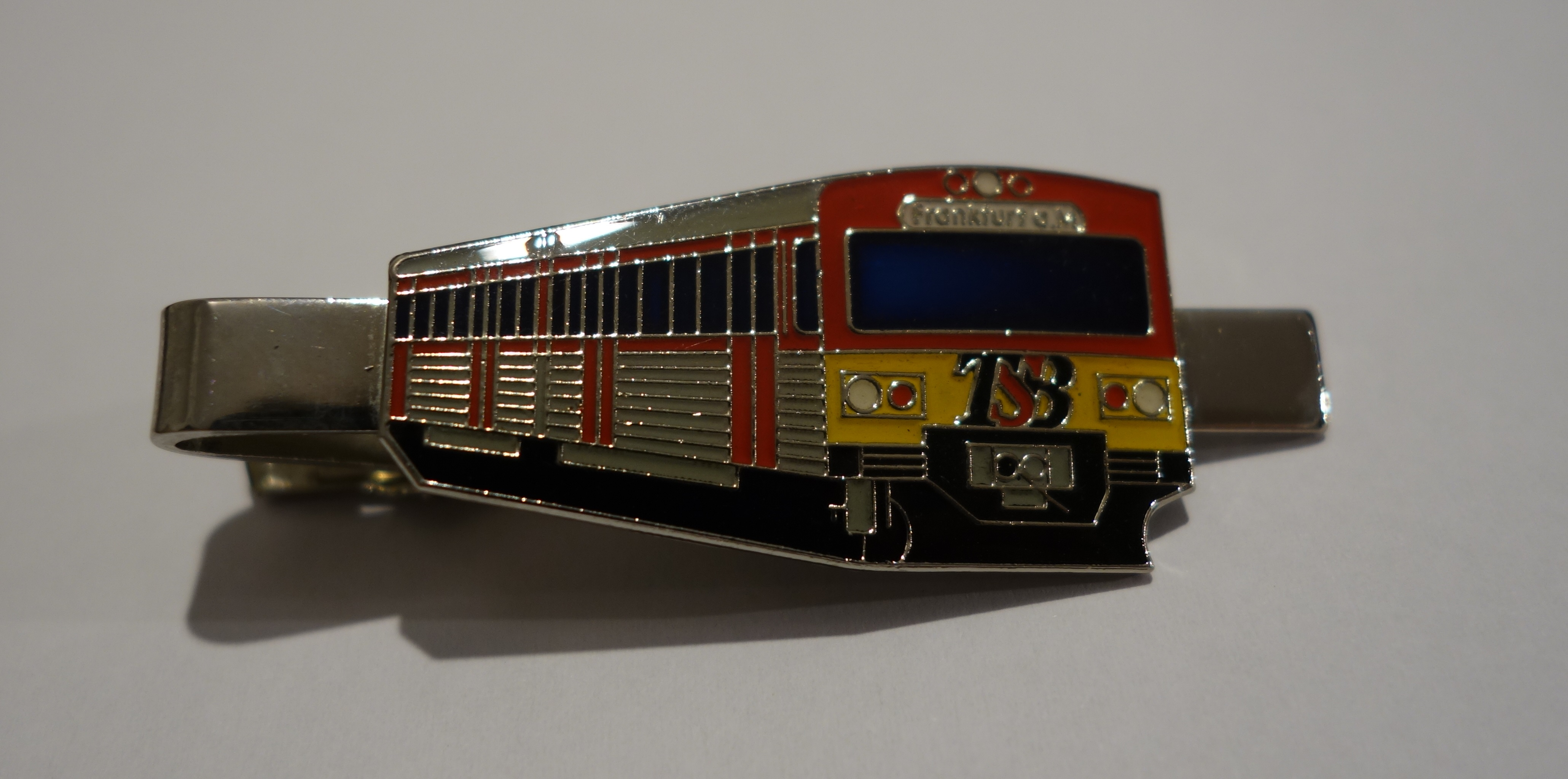
Zum 100-jährigen Bestehen der FKE ließ die HLB den VT 2E als Krawattenspange verewigen.
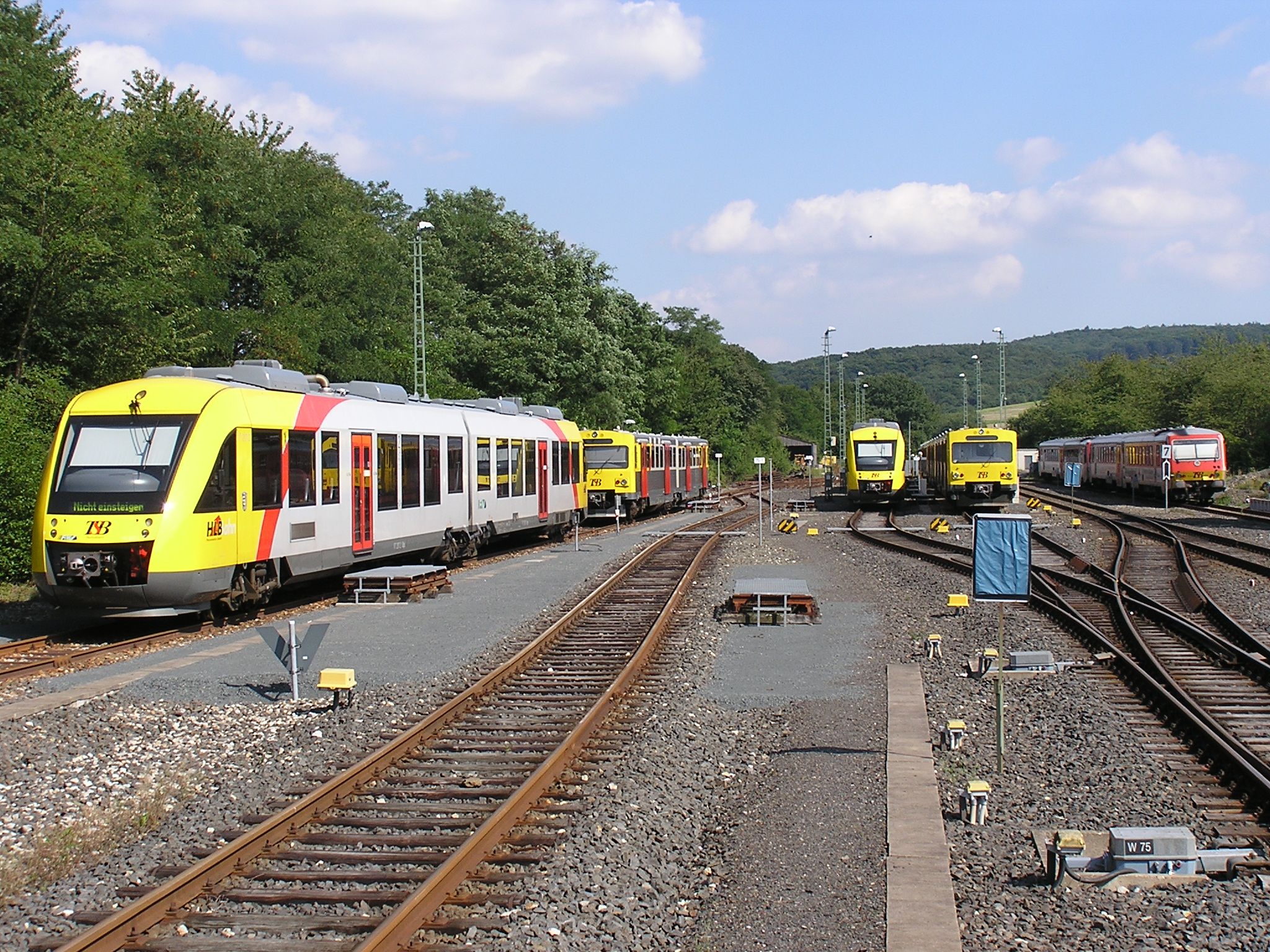
Taunus: LINT 41/H, VT 2E (und ehem. BR 628.9)
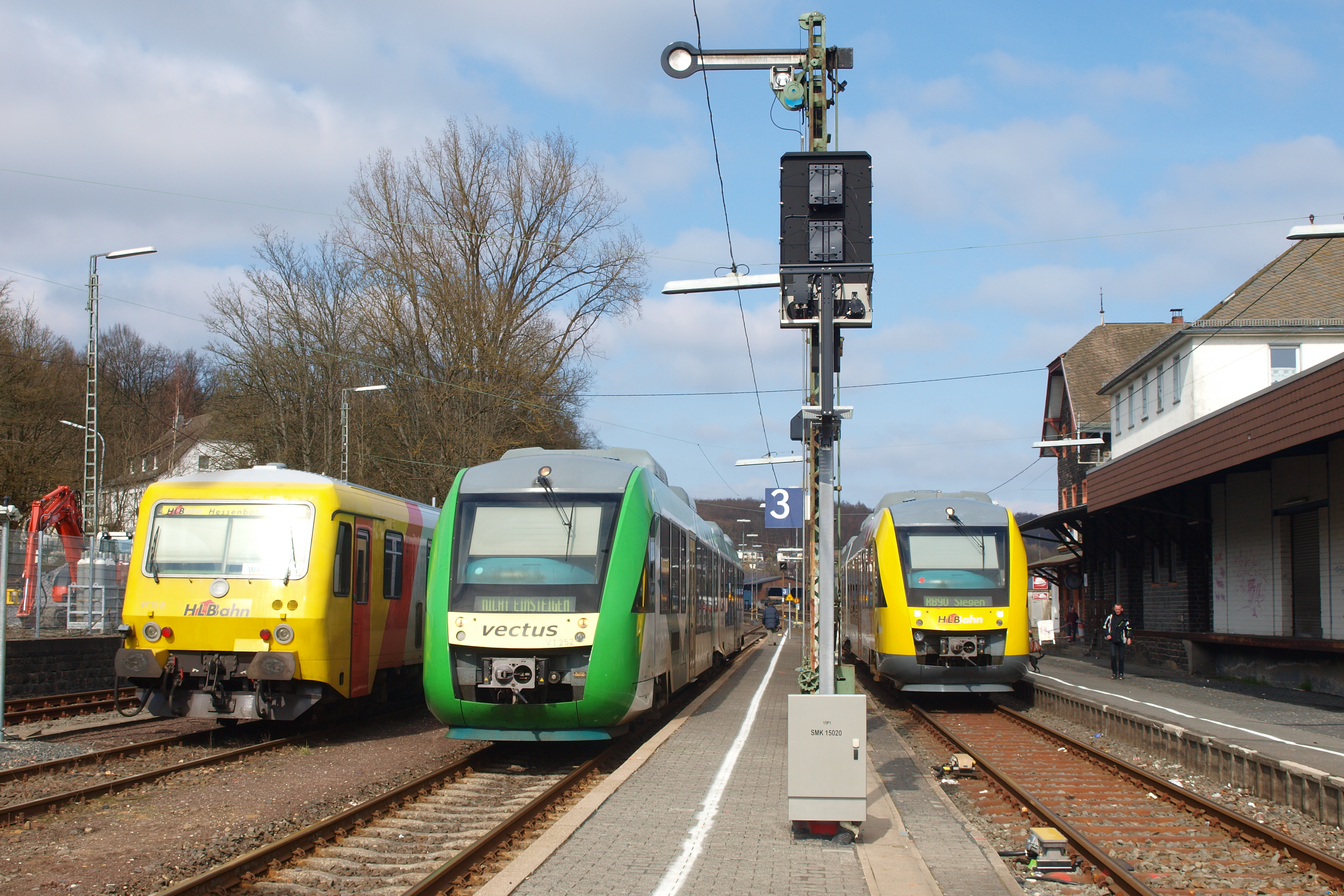
Westerwald, Sieg und Rhön: BR 628.9, LINT 41 (beide vormals vectus, rechtes Fahrzeug umlackiert)
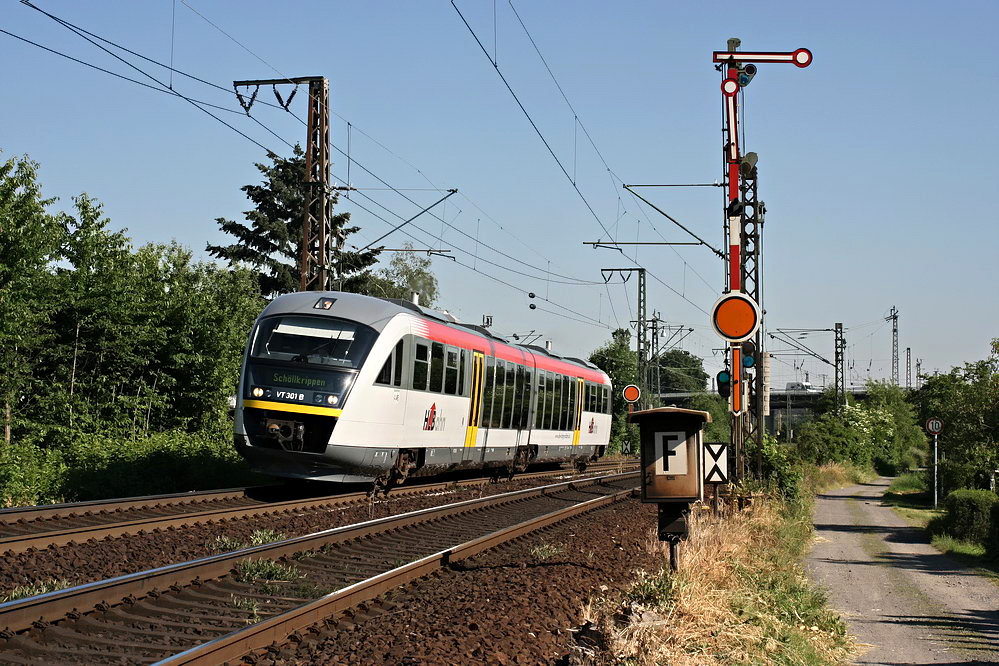
Ländchesbahn: Desiro (vormals Kahlgrundbahn, hier in Hanau)
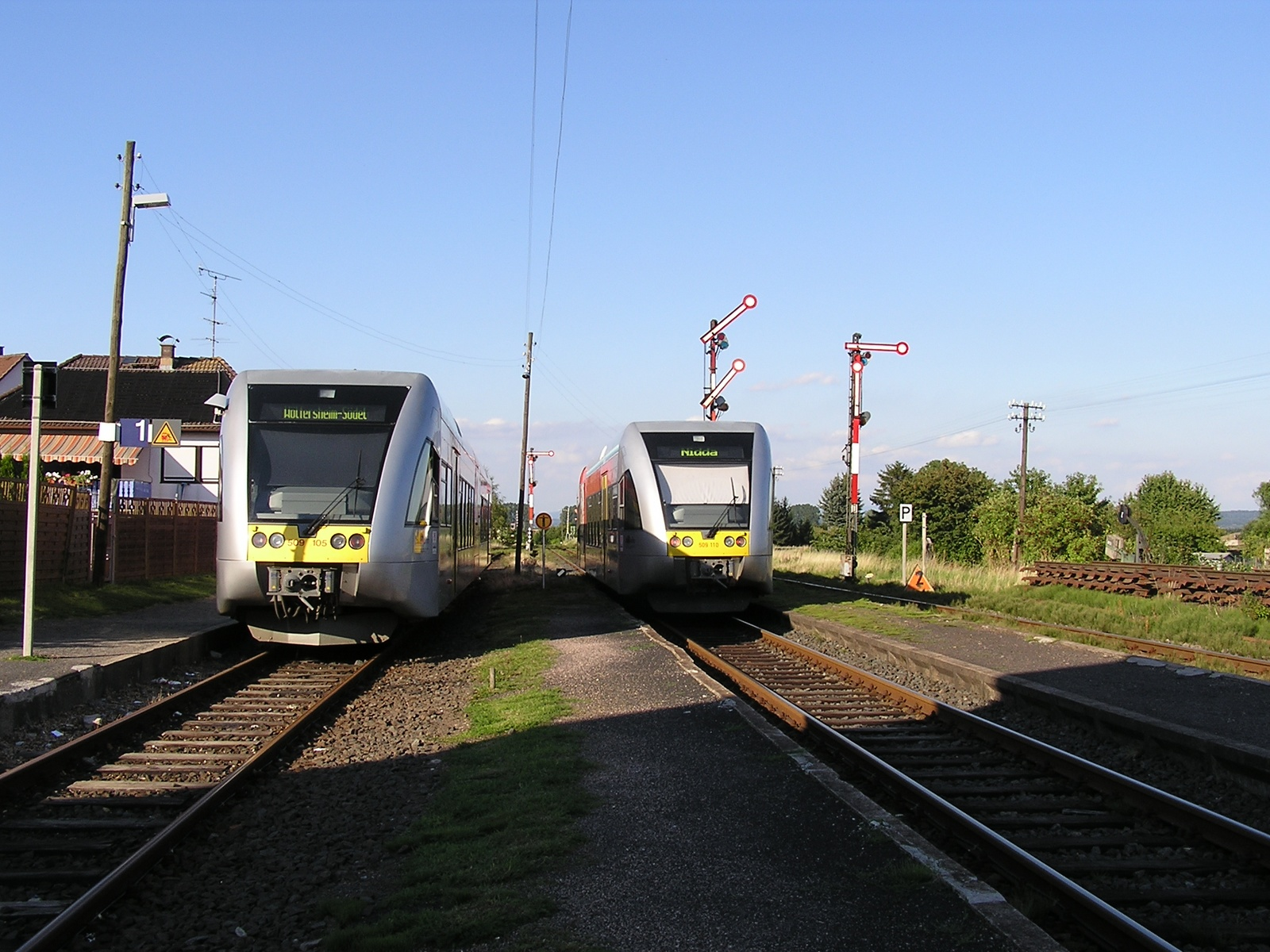
Wetterau und Westerwald: GTW 2/6
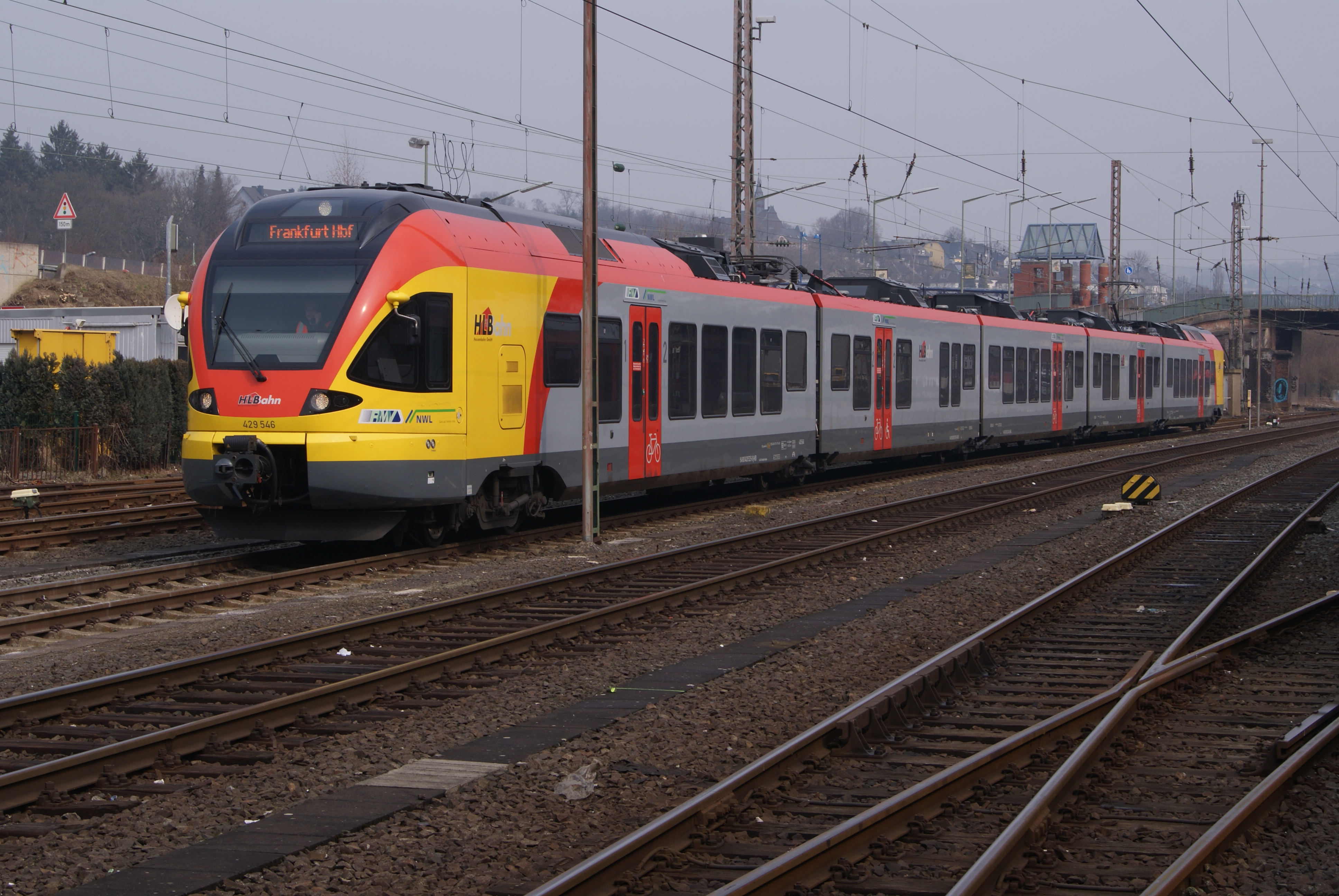
Main-Weser-Bahn/Dillstrecke: FLIRT
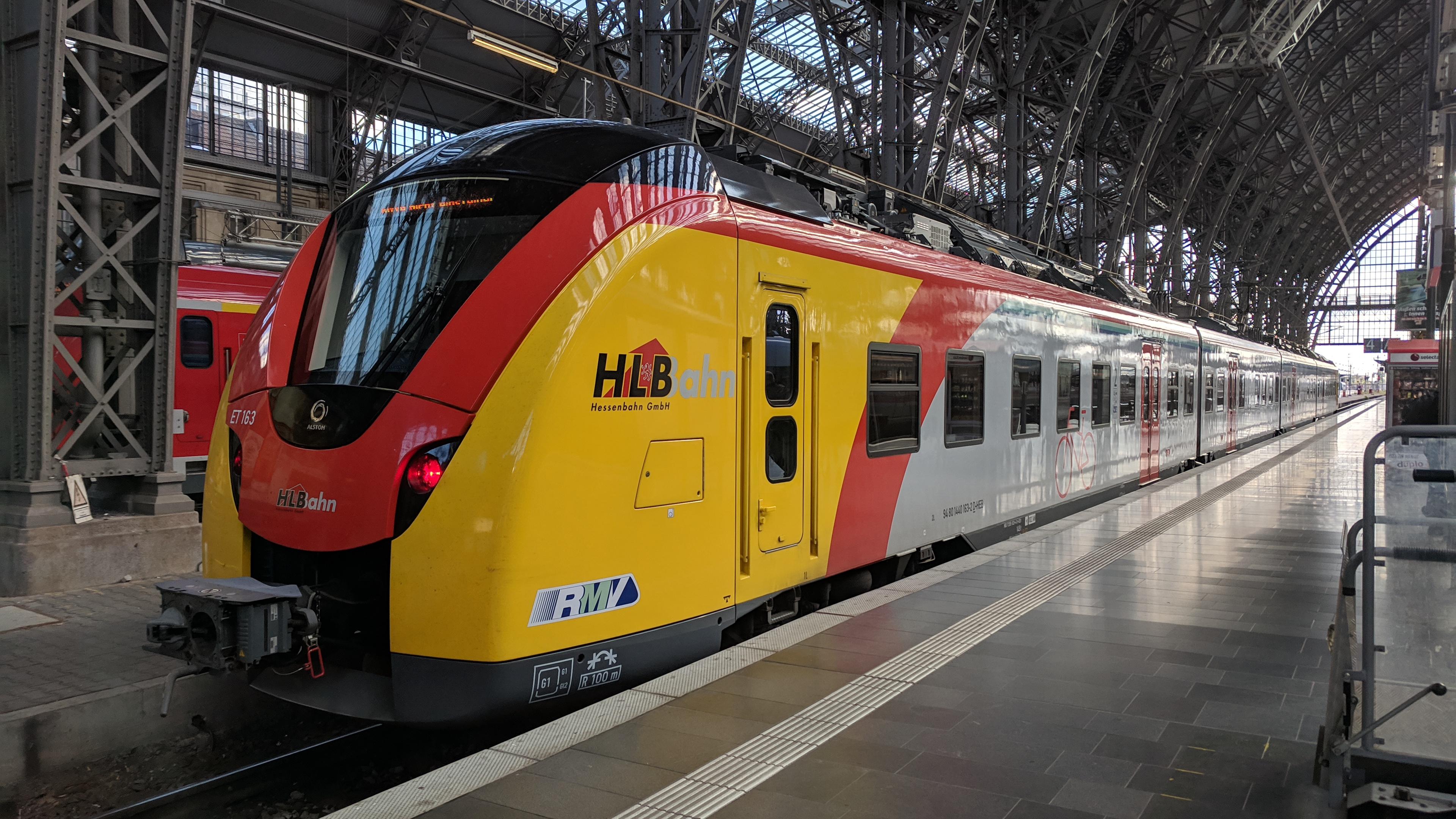
Rhein-Main-Bahn: Coradia Continental
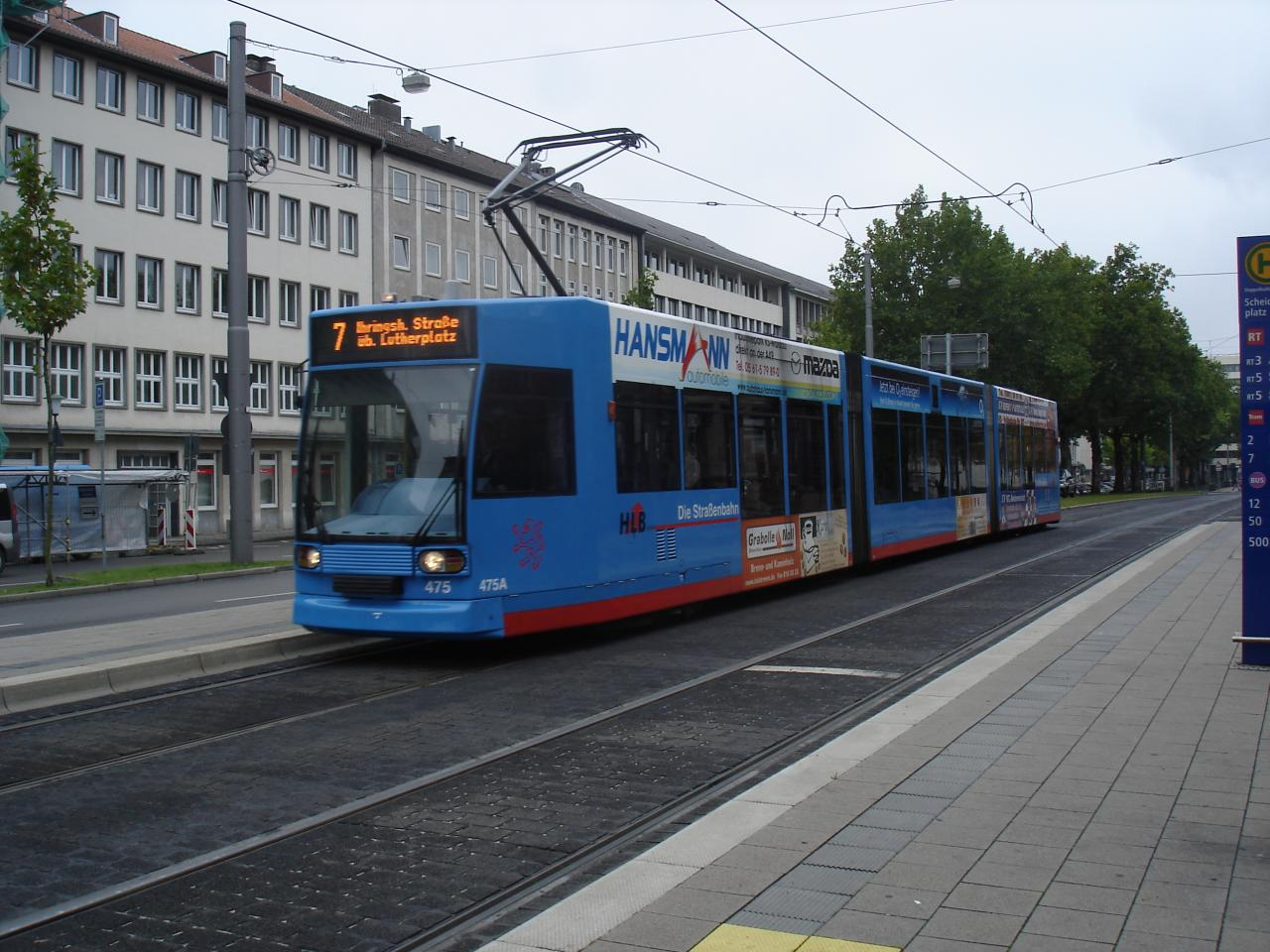
Straßenbahn Kassel: 6ENGTW (jetzt KVG)
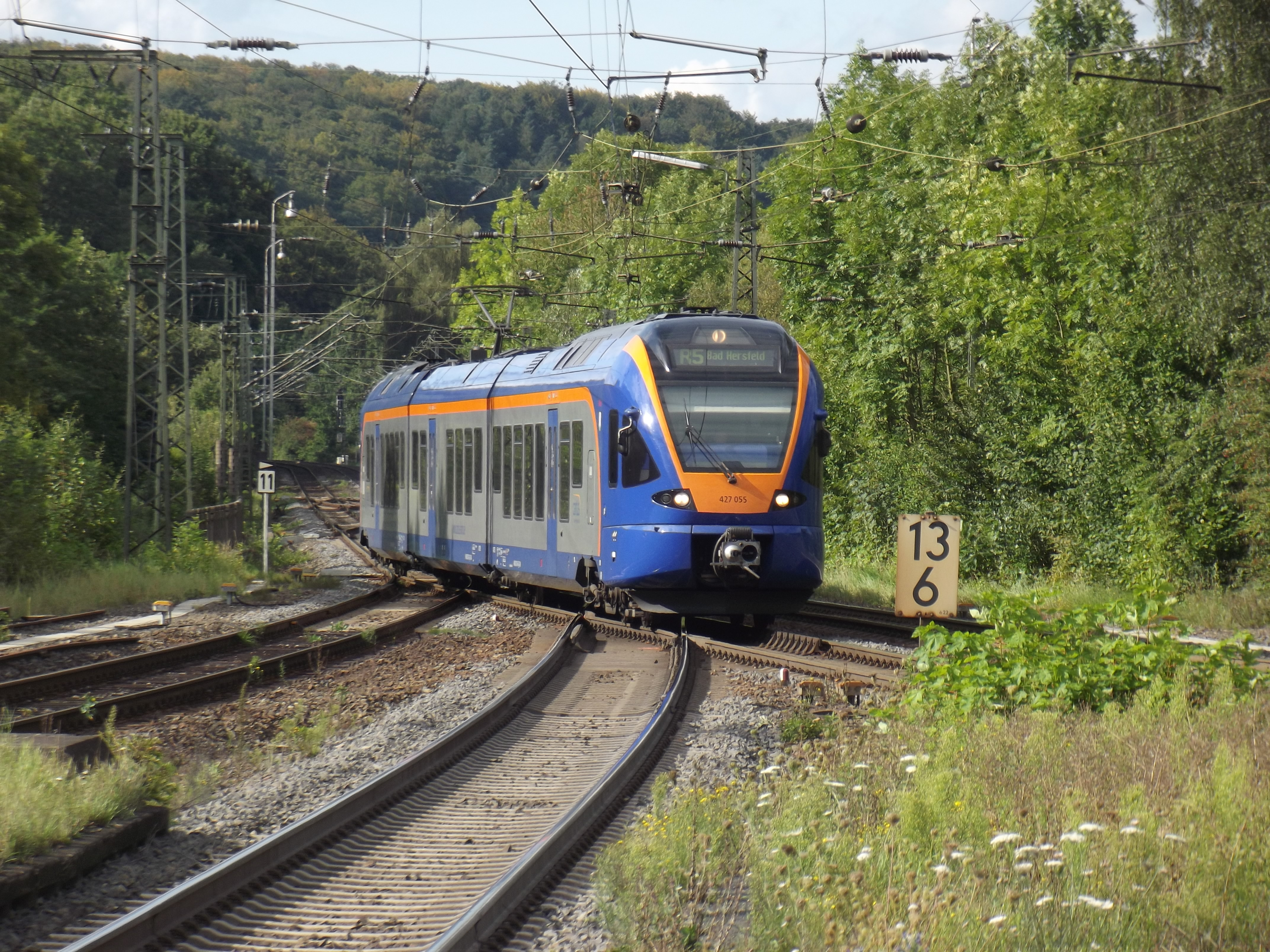
Nordhessen: FLIRT (cantus)

Die drei Taunusstrecken werden mit den in Königstein beheimateten VT 2E und LINT 41/H befahren. 11 der 20 VT 2E gehören dem Verkehrsverband Hochtaunus (VHT), während die LINT Eigentum der Fahrzeugmanagement Region Frankfurt RheinMain GmbH (fahma) sind. Dazu kommen 23 weitere Fahrzeuge vom Typ LINT 41 für Lahntal-, Rhön- und Vogelsbergbahn. Im Verkehr auf den Wetteraustrecken fahren die GTW 2/6 des Standorts Butzbach. Dort werden auch die auf der Kahlgrundbahn verkehrenden Desiro gewartet. Von den drei in den 1990er-Jahren für die Taunusstrecken beschafften Triebwagen der DB-Baureihe 628/629 wurden inzwischen nach verschiedenen Leiheinsätzen VT 51 (628.4) an die Weba und VT 71 (629) an die neg verkauft. VT 72 (629) ist nach einer Neulackierung auf verschiedenen Strecken im Einsatz, derzeit (Juni 2021) etwa für Verstärkerfahrten im Schülerverkehr morgens von Westerburg nach Limburg und mittags zurück.
Ansagestimme in den GTW 2/6 und den LINT ist Helga Bayertz, in den VT2E sowie den FLIRT ist es Ingrid Metz-Neun. In den Zügen zwischen Limburg, Fulda und Gersfeld (Rhön) ist es eine nicht bekannte, weibliche Ansagestimme.
Für die neu hinzugewonnenen Verkehre ab Frankfurt, die ab Dezember 2010 aufgenommen wurden, werden insgesamt neun (drei dreiteilige, sechs fünfteilige) neue Fahrzeuge vom Typ FLIRT eingesetzt, die wie die Fahrzeuge des Standortes Königstein in gelb/rot/grau lackiert sind. Diese haben nur zur Hälfte der Kopfwagen eine seitliche Dachverkleidung, die bei den Mittelwagen komplett fehlt. Die Triebwagen werden im neu errichteten Betriebswerk in Frankfurt-Griesheim auf Grund einer Vereinbarung mit dem Betreiber VIAS GmbH gewartet. Ende 2011 erfolgte eine Nachbestellung von vier weiteren ursprünglich dreiteiligen Triebwagen, welche später in fünfteilige Triebwagen abgeändert wurde.
Im Frühjahr 2011 wurden drei LINT 27 der vectus Verkehrsgesellschaft, einem Tochterunternehmen der HLB, gegen drei GTW 2/6 der HLB ausgetauscht. Diese Fahrzeuge kommen als Verstärkerleistungen in der HVZ auf der Bahnstrecke Fulda–Gersfeld zum Einsatz.
Auf den seit Dezember 2011 neu bedienten Linien RB 25, RB 35 und RB 52 werden 23 neue LINT 41 eingesetzt.
Im Oktober und November 2015 wurden Triebwagen der ehemaligen Ostseeland Verkehr GmbH vom Typ LINT 41 eingesetzt. Sie kamen auf den Strecken RB 29 (Unterwesterwaldbahn) und RB 25 (Lahntalbahn) zum Einsatz. Ein Triebwagen war in Weilburg stationiert und übernahm dort die in Weilburg startenden und endenden Leistungen (unter anderem Zug 24883). Die ehemaligen Triebwagen der OLA wurden wieder verkauft und deren Leistungen werden seit November 2015 von Desiros gefahren. Mit dem Fahrplanwechsel 2015/2016 im Dezember 2015 wechselten weitere Desiros ihren Standort von der Kahlgrund- zur Ländchesbahn. Auf der RB 25 verkehrende Desiros haben aktuell die Lackierung der mit dem Fahrplanwechsel 2015/2016 wegfallenden Kahlgrundbahn (RB 56).
2017 war die RB 92 Biggeseexpress mit 97,8 % Pünktlichkeit die pünktlichste Strecke im EWS Netz sowie in NRW.
Seit Dezember sind 30 Triebwagen vom Typ Alstom Coradia Continental auf den Linien RB 58, RB 59 und RB 75 im Einsatz.
Nachdem ein LINT im Februar 2016 einen Brandschaden erlitt, ist nun wieder ein LINT 41 der ehemaligen Ostseeland Verkehr GmbH unterwegs. Die alten Schriftzüge wurden entfernt sowie weiße Schilder an den Scheiben der Führerstände und des Fahrgastraums angeklebt, auf denen die Linie und die befahrene Strecke zu erkennen ist. Im Zug ist die Fahrgastinformationsanzeige und die automatische Ansage nicht programmiert.
Zwei im September/Oktober 1994 von der damaligen Kassel-Naumburger Eisenbahn (KNE) als Fahrzeuganteil für die Gemeinschaftsstrecke mit der Kasseler Verkehrs-Gesellschaft (KVG) nach Baunatal angeschaffte Straßenbahnwagen des KVG-Typs 6ENGTW (Nr. 474 und 475) wurden zum Jahreswechsel 2015/2016 an die Kasseler Verkehrs-Gesellschaft verkauft. Beide Straßenbahnwagen wurden von der KVG gewartet und auf allen Linien der Straßenbahn Kassel eingesetzt.
Im Teilnetz Wetterau West-Ost sollen zukünftig Coradia Lint 41 zum Einsatz kommen. 30 Regionalzüge dieses Typs hat die HLB, laut einer Meldung des Privatbahn Magazins, beim Hersteller Alstom bestellt. Der Auftrag soll einen Wert von 120 Millionen Euro haben.
Mit der Beschaffung neuer Lints wurde der Fuhrpark vereinheitlicht, womit für die sechs Desiro Classic kein Bedarf bestand. Die Züge wurden von den České dráhy, der tschechischen Staatsbahn, erworben. Sie sollen nach Umbauarbeiten und Modernisierungen ab Herbst 2023 im Böhmischen Niederland eingesetzt werden. Der Kaufpreis lag bei insgesamt 9,12 Millionen Euro.

## Werkstätten
Die HLB verfügt über Schienenfahrzeugwerkstätten in Butzbach, Frankfurt-Griesheim, Baunatal-Großenritte, Königstein, Siegen-Eintracht und seit Dezember 2018 in Wiesbaden. Die Werkstatt Wiesbaden verfügt über eine 150 m lange Halle mit drei Wartungsgleisen. Außerdem gibt es eine Waschanlage. Sie ist damit die größte Werkstätte der HLB. Über ein elektrifiziertes Gleis ist die Werkstätte an den Bahnhof Wiesbaden Ost angeschlossen.
Im Gewerbegebiet Butzbach-Nord errichtet die HLB 2023 bis 2025 eine Anlage für die Fahrzeuginstandhaltung. Auf einem 7,3 ha großen Gelände entsteht eine 200 m lange Halle mit acht Gleisen. Sie wird auch für mit Wasserstoff betriebene und batterieelektrische Fahrzeuge ausgelegt. Die Baukosten sollen 110 Mio. € betragen. Betrieben werden soll die Anlage durch die HLB-Tochter HLB Maintenance GmbH. 85 Personen sollen hier einmal arbeiten.